# SH-02E
docomo NEXT series AQUOS PHONE ZETA SH-02E（ドコモ ネクストシリーズ アクオスフォン ゼータ エスエイチゼロニイー）は、シャープによって開発された、NTTドコモの第3.9世代移動通信システム（Xi）と第3世代移動通信システム（FOMA）とのデュアルモード端末である。docomo NEXT seriesのひとつ。

## 概要

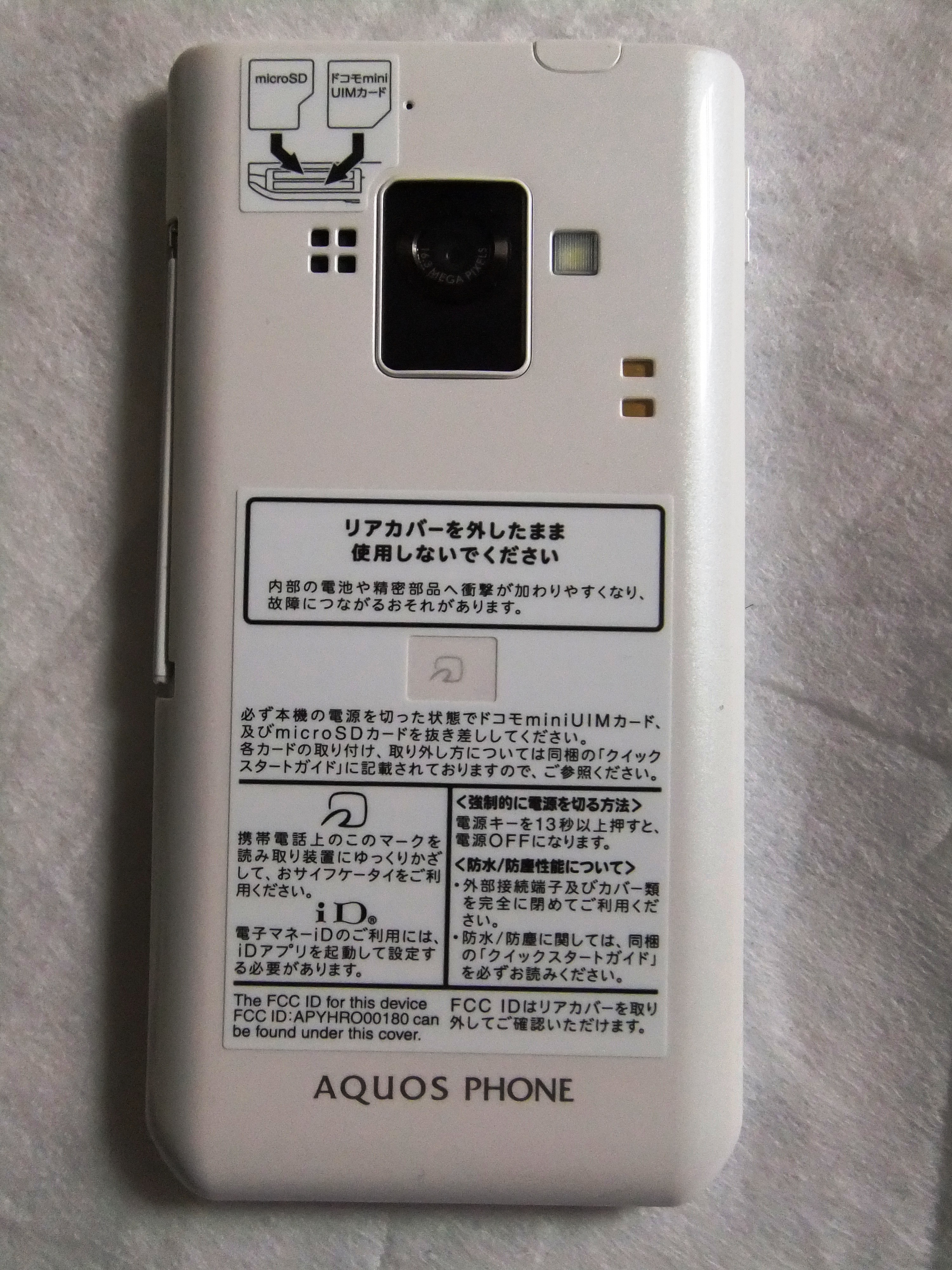
裏面

ZETAの名の通り、直接的にはSH-09Dの後継機種。また、間接的にはAQUOS PHONE sv SH-10Dの後継機種でもある。スマートフォンでは世界初となる酸化半導体を薄膜トランジスタ（TFT）に用いることで、電池消費量の低減と高画質・高精細表示、タッチパネルの高精度化を実現させたIGZO液晶を搭載している。また、当時としては最先端のクアッドコアCPU、Snapdragon S4 Proを搭載している。カラーバリエーションはRed・White・Blueの3色となっている。
CAAC-IGZO液晶によるタッチパネルの認識精度や応答性の向上を活かして、ペン入力にも対応している。ペン入力はスケジュールやマップ、Webサイトでも自由に手書きできるようになっている。標準セットには、イヤホンジャックに差し込んで収納できる専用小型タッチペンが同梱される。
SH-09D・SH-10Dから追加された機能としてNFCに対応しており、NFCを使った決済サービスにも対応している。なお、従来ドコモで使われていたドコモminiUIMカードはNFCとのセキュア連携に対応しておらず、セキュア機能を使うにはピンク色のUIMカードの再発行が必要になる。ピンク色のUIMカードの提供は2013年2月25日に開始され、NFCとのセキュア連携(Type A/B)の利用には2013年5月8日以降のマイナー/メジャーアップデートが必要である。
4.9インチの大画面液晶を搭載しながらも、液晶周りの額縁をスリム化したことでボディの幅は68ミリにとどまる。さらに端末下部は角をカットしたデザインにより、手当たりがよく、画面の端まで手が届きやすくなっている。
メインカメラは裏面照射型CMOSセンサー搭載。有効画素数1630万画素で、16倍ズームや光学式と電子式の手ぶれ補正、音声シャッターを新たに搭載している。パネル面の振動で音声を直接耳に伝える「パネルレシーバー」を搭載し、受話口は無い。
端末背面を指でトントンと叩くと音声認識モードに切り替わり、声で画面OFFやロック解除、アプリの起動、カメラのシャッター操作が可能である。
バッテリー容量は2,320mAh。リアカバーの取り外しは可能だが、内部のパーツ配置の最適化を優先したためユーザーによるバッテリーの取り外しは不可能となっており、バッテリーの交換は有償預かり修理にて7,350円かかる。
おくだけ充電には対応していない。

## 主な機能
| 主な対応サービス                                 | 主な対応サービス                         | 主な対応サービス                       | 主な対応サービス                                            |
| ------------------------------------------------ | ---------------------------------------- | -------------------------------------- | ----------------------------------------------------------- |
| タッチパネル／加速度センサー                     | Xi／FOMAハイスピード                     | Bluetooth                              | DCMX／おサイフケータイ／NFC／かざしてリンク／赤外線／トルカ |
| ワンセグ／モバキャス                             | メロディコール                           | テザリング                             | WiFi IEEE802.11a/b/g/n                                      |
| GPS                                              | ドコモメール／電話帳バックアップ         | デコメール／デコメ絵文字／デコメアニメ | iチャネル                                                   |
| エリアメール／ソフトウェアーアップデート自動更新 | デジタルオーディオプレーヤー(WMA)(MP3他) | GSM／3Gローミング(WORLD WING)          | フルブラウザ／Flash Player                                  |
| Google Play／dメニュー／dマーケット              | Gmail／Google Talk／YouTube／Picasa      | バーコードリーダ／名刺リーダ           | ドコモ地図ナビ／Google Maps／ストリートビュー               |

## 歴史
- 2012年10月11日 - NTTドコモより発表。
- 2012年11月22日 - 事前予約開始。
- 2012年11月29日 - 発売開始[7]。
- 2012年12月19日 - アップデート実施。
- 2013年2月28日 - アップデート実施。
- 2013年5月8日 - アップデート実施。また、Android 4.1バージョンアップ対象機種に選定される[8]。
- 2013年6月3日 - Android 4.1へアップデート開始。

## 付属品
- 卓上ホルダ - 充電用のみで、ワンセグ・モバキャス用のアンテナは内蔵していない。
- 2GB microSDメモリーカード - 端末に装着済み。
- スタートアップガイド - 取扱説明書（eトリセツ）は端末内にプリインストールされている。

## アップデート・不具合など
2012年12月19日のアップデート
- YouTube視聴時や動画コンテンツ再生時に異音が発生する不具合を修正する。
- 充電中に携帯電話(本体)がフリーズする不具合を修正する。

2013年2月28日のアップデート
- エコ技設定を「お助け」に設定した場合に、まれにタッチペンが反応しなくなる不具合を修正する。
- 携帯電話(本体)とG-SHOCKをBluetooth接続した際、Gmailのメール受信時にG-SHOCKへ新着情報が通知されない不具合を修正する。

2013年5月8日のアップデート
- NFC(TypeA/B)方式のサービスに対応。
- ブラウザでファイルをダウンロードする際にまれにダウンロードに失敗する不具合を修正する。

2013年6月3日のアップデート(OSバージョンアップ)
- 本機特有の主な変更点
  - Androidビームへの対応。
  - コンテンツマネージャーにおける絞り込み設定の拡張（画像サイズによる絞り込みの追加）。
  - カメラUIの改善。モバイルライト・GPS・手ぶれ補正などの設定が容易に変更できるようになる。
  - Office Suiteがプリインストールされ、パスワードのかかったファイルが閲覧できるようになる。
  - 「ミュージック」アプリの追加。なお、プリインストールされているGoogleの「Playミュージック」とは異なる。
- Android 4.1における共通の変更点
  - Android OS全体で、表示速度とタッチ反応が向上。
  - Google Nowへの対応。
  - ステータスバーから次のアクションが可能に。
- ドコモ共通の変更点
  - データ保管BOXへ対応。
  - NOTTVの災害関連情報受信への対応。
- 不具合修正
  - アクセスポイントモード（親機）動作時、特定端末（子機）からのWi-Fi接続を受け付けない場合がある不具合を修正する。

2013年7月1日のアップデート
- メッセージアプリを横画面で使用時、送信ボタンを押下してもSMSが送信されない場合がある不具合を修正する。
- ビルド番号が02.00.02から02.00.03になる。

2013年12月16日のアップデート
- 画面OFFの状態で放置すると、まれに携帯電話（本体）が再起動をする場合がある不具合を修正する。
- ビルド番号が02.00.02、02.00.03から02.00.04になる。

2014年2月27日のアップデート
- 正常に読取可能なmicroSDカードを挿入しても、通知バーに「microSDカードが予期せず取り外されました」と繰り返し表示される場合がある不具合を修正する。
- ビルド番号が02.00.02、02.00.03、02.00.04から02.00.05になる。

2014年10月14日のアップデート
- Wi-Fi利用時に使用環境によっては、インターネット接続に失敗する場合がある不具合を修正する
- ビルド番号が02.00.02、02.00.03、02.00.04、02.00.05から02.00.06になる。